# Xyrichtys melanopus
 Xyrichtys melanopus és una espècie de peix de la família dels làbrids i de l'ordre dels perciformes.

## Morfologia
Els mascles poden assolir els 26 cm de longitud total.

## Distribució geogràfica
Es troba a l'Índic i a l'oest del Pacífic.